# Gladys Yelvington
 (novembre 2024).
Si vous disposez d'ouvrages ou d'articles de référence ou si vous connaissez des sites web de qualité traitant du thème abordé ici, merci de compléter l'article en donnant les références utiles à sa vérifiabilité et en les liant à la section « Notes et références ».
Gladys Yelvington était une pianiste et compositrice américaine de musique ragtime. Née en 1891 dans l'état d'Indiana, on ne lui connaît qu'une seule composition, le ragtime "Piffle Rag" publié en 1911. Elle rencontra May Aufderheide, une autre pianiste ragtime et se lia d'amitié avec elle. Yelvington mourut en 1957, à l'âge de 65 ans.

## Biographie
Gladys Yelvington (née Elizabeth Yelvington) naquit le 29 novembre 1891 dans l'Indiana, et passa sa vie dans cet état. Elle était la quatrième des cinq enfants d'Asa Yelvington et d'Alice Cranor. Son père exerçait la profession de menuisier. Ses frères et sœurs s'appelaient : Fran (né en 1878), Mildred (né en 1880), Herschel (né en 1886) et Louise (née en 1894). Gladys reçut une formation musicale à son école. 
Vers la fin de son adolescence, elle se mit à travailler comme pianiste de cinéma muet à Elwood dans l'Indiana et travailla également probablement dans les magasins de musique d'Indianapolis. Elle rencontre et se lie d'amitié à cette époque avec May Aufderheide, une autre pianiste de ragtime. Sa seule pièce publiée fut le "Piffle Rag" de 1911, publié par le père d'Auferheide qui avait une maison d'édition. 
Gladys arrêta sa carrière musicale quand elle se maria avec Leo Gerald Parsons, le 31 août 1912. Le couple s'installe à Gary dans l'Indiana à partir de 1917. Ils eurent trois enfants : Roger (né en 1914), Joan (née en 1919), et Alice (née en 1921). Gladys Yelvington mourut en février 1957, de cause ignorée.

## Composition

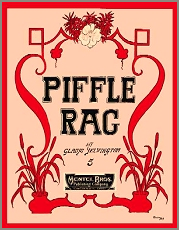

1911
- Piffle Rag